# Sarnia Zwola (gromada)
Sarnia Zwola – dawna gromada, czyli najmniejsza jednostka podziału terytorialnego Polskiej Rzeczypospolitej Ludowej w latach 1954–1972.
Gromady, z gromadzkimi radami narodowymi (GRN) jako organami władzy najniższego stopnia na wsi, funkcjonowały od reformy reorganizującej administrację wiejską przeprowadzonej jesienią 1954 do momentu ich zniesienia z dniem 1 stycznia 1973, tym samym wypierając organizację gminną w latach 1954–1972.
Gromadę Sarnia Zwola z siedzibą GRN w Sarniej Zwoli utworzono – jako jedną z 8759 gromad na obszarze Polski – w powiecie opatowskim w woj. kieleckim, na mocy uchwały nr 13f/54 WRN w Kielcach z dnia 29 września 1954. W skład jednostki weszły obszary dotychczasowych gromad Skoszyn, Sarnia Zwola i Grzegorzowice ze zniesionej gminy Grzegorzowice oraz Wronów ze zniesionej gminy Boksyce w tymże powiecie. Dla gromady ustalono 23 członków gromadzkiej rady narodowej.
1 stycznia 1969 do gromady Sarnia Zwola przyłączono obszar zniesionej gromady Słupia Stara.
Gromada przetrwała do końca 1972 roku, czyli do kolejnej reformy gminnej.